# Sos śliwkowy

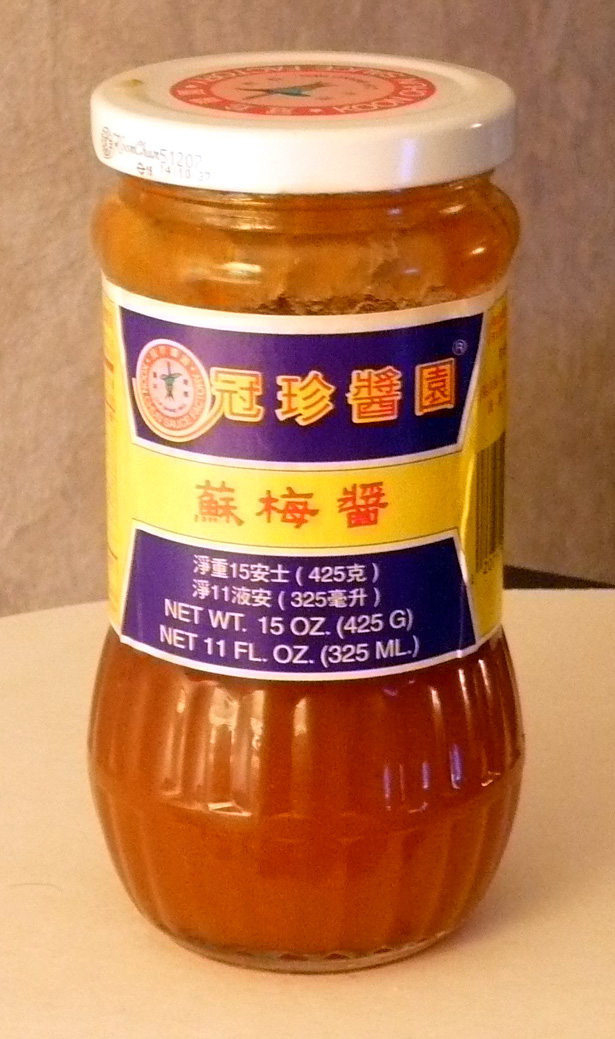
Komercjalny sos śliwkowy

Sos śliwkowy (język chiński: 梅酱 pinyin: méijiàng) - stosowany w kuchni chińskiej słodko kwaśny sos, podawany do mięs, zwłaszcza kaczki po pekińsku. Wbrew potocznej polskiej nazwie, nie jest sporządzany ze śliwek, tylko najczęściej z moreli japońskiej Prunus mume.